# Bernd Bauchspieß
Bernd Bauchspieß, né le 10 octobre 1939 à Zeitz et mort le 22 octobre 2024, est un footballeur est-allemand des années 1950, 1960 et 1970.

## Biographie
En tant qu'attaquant, Bernd Bauchspieß est international est-allemand à une seule occasion, 6 septembre 1959, en match amical à Helsinki, contre la Finlande. Bien qu'étant titulaire, il n'inscrit pas de but. La RDA s'inclina 3-2.
Il fait les JO 1964, avec l'équipe unifiée d'Allemagne, jouant trois matchs sur six (Iran, Roumanie et Yougoslavie) et inscrit un but à la 7e minute contre l'Iran. Il remporte la médaille de bronze.
Il joue pour trois clubs (BSG Chemie Zeitz, SC Dynamo Berlin et BSG Chemie Leipzig), remportant deux DDR-Liga, une DDR-Oberliga et une coupe de RDA. Il termine trois fois meilleur buteur du championnat (en 1959 (18 buts), en 1960 (25 buts) et en 1965 (14 buts)).

## Palmarès
- Jeux olympiques
  - Médaille de bronze en 1964
- Championnat de RDA de football
  - Champion en 1964
- Championnat de RDA de football D2
  - Champion en 1958 et en 1972
- Coupe d'Allemagne de l'Est de football
  - Vainqueur en 1966
- Meilleur buteur du championnat est-allemand
  - Récompensé en 1959, en 1960 et en 1965